# Talp occidental
El talp occidental (Talpa occidentalis) és una espècie de mamífer de la família dels tàlpids. Viu a Portugal i Espanya.